# 사우디 우주 위원회
사우디 우주 위원회(Saudi Space Commission, SSC)는 사우디아라비아의 독립적인 우주개발 기관이다. 2018년 12월 27일 왕실 명령에 의해 설립된 사우디 독립 정부 기관이다. 이 위원회는 사우디 통신 정보 기술부 장관 압둘라 알스와하(Abdullah Alswaha)가 의장을 맡고 있다.

## 우주 비행
2022년에는 액시엄 스페이스(Axiom Space)와 제휴하여 2023년에 사우디 우주인 2명을 국제우주정거장으로 보내기로 발표했다.